# 巴列德瓦尔达希
巴列德瓦尔达希，是西班牙阿拉贡自治区韦斯卡省的一个市镇。总面积46平方公里，总人口49人（2001年），人口密度1人/平方公里。